# Georges Lefebvre

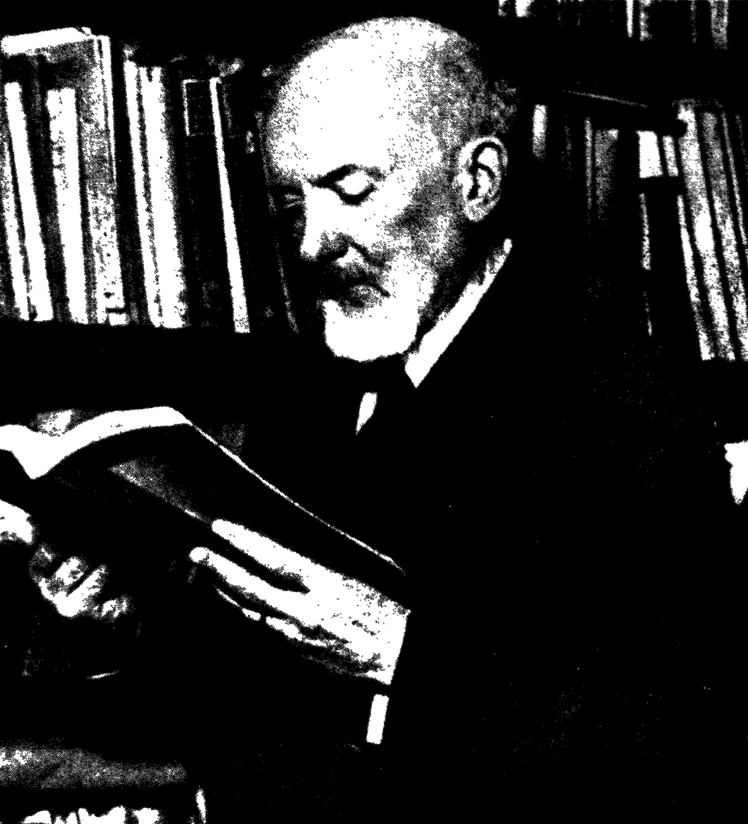
Georges Lefebvre

Georges Lefebvre (Lille, 6 de agosto de 1874 – Paris, 28 de agosto de 1959) foi um historiador francês, mais conhecido por seu trabalho sobre a Revolução Francesa e a vida camponesa. Ele cunhou o termo "história de baixo", que mais tarde foi popularizado pelos historiadores marxistas britânicos, e a frase "atestado de óbito da velha ordem" para descrever o Grande Medo de 1789. Entre suas obras mais significativas está o livro de 1924 Les Paysans du Nord pendant la Révolution française ("Os Camponeses do Norte Durante a Revolução Francesa"), que foi o resultado de 20 anos de pesquisa sobre o papel do campesinato durante o período revolucionário.

## Antecedentes pessoais
Lefebvre nasceu em Lille em uma família de meios modestos. Frequentou escola pública, obtendo o ensino médio e superior com o auxílio de bolsas de estudo. Lefebvre frequentou a Universidade de Lille, e foi aqui que ele seguiu o "currículo especial", que enfatizava as línguas modernas, matemática e economia em vez das línguas clássicas. Foi como resultado de sua escolaridade que Georges Lefebvre foi capaz de ensinar em uma série de escolas secundárias por mais de vinte anos após sua graduação em 1898. Após sua carreira como professor de alunos do ensino médio, Lefebvre começou a lecionar em nível universitário.
Ele foi se tornando cada vez mais influenciado pelo marxismo na época da Segunda Guerra Mundial. Lefebvre foi influenciado pela ideia marxista de que a história deveria se preocupar com as estruturas econômicas e as relações de classe.
Ele morreu em Paris em 1959.

## A Revolução Francesa
Lefebvre começou a escrever em 1904, mas foi somente em 1924, aos cinquenta anos, que finalmente chegou ao auge de sua carreira - não mais preocupado em sustentar sua família - que pôde terminar sua tese de doutorado: Les Paysans du Nord pendente la Révolution française. Este trabalho foi um exame detalhado e completo dos efeitos da Revolução Francesa no campo. O trabalho de Lefebvre nesta tese foi "baseado em uma análise minuciosa de milhares de listas de impostos, registros notariais e registros de municipalidades rurais, cujos materiais ele usou para rastrear os efeitos da abolição do feudalismo e dos dízimos eclesiásticos, as consequências das transferências de propriedade, o movimento da burguesia para o campo e a destruição dos direitos coletivos nas aldeias camponesas”.
Ele frequentemente escrevia de um ponto de vista que achava que o camponês da época teria defendido. Seu "A chegada da Revolução Francesa" identificou quatro campeões principais: a aristocracia (que impediu a reforma monárquica), a burguesia, a revolução urbana (invadindo a Bastilha) e a revolução camponesa.
Outros historiadores tendem a examinar os últimos 35 anos dos escritos de Lefebvre (1924-1959). Este período foi escolhido porque foi quando ele escreveu sua mais influente e "interpretação muito mais complexa da Revolução do que prevalecia até então entre os historiadores". Peter Jones elabora que a visão de Lefebvre sobre a Revolução tem três ênfases principais: a ideia de que o campesinato participou ativamente da Revolução, a ideia de que essa participação não foi significativamente influenciada pela burguesia e a ideia de que os camponeses concordaram amplamente com uma maneira anticapitalista de pensar na década de 1790.

## Conquistas
O relato de Lefebvre sobre as origens da Revolução Francesa foi escrito em Quatre-Vingt-Neuf (significando 89) e publicado em 1939 para marcar o sesquicentenário dos eventos de 1789, mas o governo de Vichy que assumiu no ano seguinte não quis mais produção historiográfica com visão simpática da Revolução, enquanto obtinha seu apoio da direita anti-republicana. O regime de Vichy suprimiu o livro, ordenando que 8.000 cópias fossem queimadas; como resultado, a obra era virtualmente desconhecida em sua terra natal até ser reimpressa em 1970. Sua reputação já estava garantida no mundo de língua inglesa, entretanto, desde a tradução para o inglês, The Coming of the French Revolution (1939), o estabeleceu como um clássico claro, mas sutil. Continua a ser a explicação definitiva da interpretação marxista das causas da Revolução. Sua obra seminal, La Révolution Française (edição revisada, 1951), foi traduzida para o inglês em dois volumes: A Revolução Francesa desde suas origens até 1793 (1962-4) e A Revolução Francesa de 1793 a 1799 (1964). Ele também escreveu um estudo conceituado de Napoleão (4ª edição, 1953; traduzido em 2 volumes, 1969).
Uma tese de doutorado de Lawrence Davis, intitulada Georges Lefebvre: Historiador e Intelectual Público, 1928-1959, como o título sugere, concentra-se na última parte da vida de Lefebvre e nas publicações acadêmicas que fizeram de Lefebvre um historiador notável. Davis expande o conceito de mentalité que Lefebvre desenvolveu, argumentando que este é "um termo que representava seu objetivo coletivo de documentar os mundos materiais e mentais das pessoas do passado, onde o social e o cultural existiam confortavelmente lado a lado". Ao longo da obra, Davis enfatizou a noção de que Lefebvre usou esse conceito de mentalité do campesinato para explicar a Revolução.

## Reconhecimento
Em 1935, Georges Lefebvre tornou-se presidente da Societé des Études Robespierristes e diretor dos Annales historiques de la Révolution française. Em 1937, Lefebvre foi nomeado Presidente da História da Revolução Francesa na Sorbonne.
Em 1914, ele já havia publicado uma coleção de documentos, intitulada Documentos relatifs à l'histoire des subsistances dans le district de Bergues pendant la Révolution (1788-An V). Lefebvre continuou a gravar tudo o que podia sobre a Revolução Francesa e tudo que lidou com ela, até sua velhice e depois de sua aposentadoria do cargo de Presidente da Sorbonne em 1945. Georges Lefebvre morreu em Boulogne-Billancourt em 28 de agosto de 1959.

## Trabalhos selecionados
- La Grande Peur de 1789 (1932), traduzido por Joan White como The Great Fear of 1789: Rural Panic in Revolutionary France (Pantheon, 1973).
- Les Thermidoriens (1937).
- Le Directoire (1946).
- The Thermidorians and the Directory: Two Phases of the French Revolution, traduzido por Robert Baldick (Random House, 1964).
- Quatre-Vingt-Neuf (1939), traduzido por RR Palmer como The Coming of the French Revolution (Princeton University Press, 1947; edição bicentenária, 1989).
- Napoléon (1935); Volume I traduzido por Henry F. Stockhold como Napoleon: From 18 Brumaire to Tilsit, 1799-1807 e Volume II traduzido por JE Anderson como Napoleon: From Tilsit to Waterloo, 1807-1815 (Columbia University Press, 1969).
- La Révolution Française (Volume I, 1951), traduzido por Elizabeth Moss Evanson como The French Revolution: From Its Origins to 1793 (Columbia University Press, 1962).
- La Révolution Française (Volume II, 1957), traduzido por John Hall Stewart e James Friguglietti como The French Revoltion: From 1793 to 1799 (Columbia University Press, 1964).